# Jaquijahuana
Jaquixahuana ou Jaquijahuana est une forteresse inca se situant  dans la vallée de Cusco, au Pérou. 
C'est dans cette forteresse que l'empereur Viracocha se réfugia avec son fils Urco, lors de l'attaque de Cusco par les Chancas. Ces derniers attaquèrent la région de Cuzco en 1438, mais les Incas commandés par Pachacutec les massacrèrent (bataille de Cuzco). Pendant la conquête espagnole, les Incas furent défaits au même endroit lors de la bataille de Jaquixahuana.